# Closing Escrow
Closing Escrow est un film américain réalisé par Armen Kaprelian et Kent G. Llewellyn, sorti en 2007.

## Synopsis
Trois familles cherchant à acheter une maison se heurtent lorsqu'ils tentent d'acheter le même bien. La guerre des enchères teste les limites de leurs mariages et de la détermination de leurs agents.

## Fiche technique
- Titre : Closing Escrow
- Producteur Executif : Armen Kaprelian, Randall Dark
- Réalisation : Armen Kaprelian, Kent G. Llewellyn
- Image : Scott Billups
- Montage : Armen Kaprelian, Kent G. Llewellyn
- Décorateur de plateau :  Josh Rose
- Maquillage : Tammy Talbot
- Directeur de production : L. Marie Foley
- Première assistante réalisatrice : Mollie Stallman
- Sociétés de production : Awkward Silence Productions, 16x9 Productions et HD Vision Studios
- Distribution : Magnolia Pictures
- Budget : 600 000 dollarsUS[1]
- Format : 1.78:1 – Couleur
- Genre : Comédie
- Durée : 93 minutes
- Pays d'origine :  États-Unis
- Date de sortie en salles : 
  -  États-Unis : 24 août 2007 (sortie limitée)

## Distribution
- April Barnett : Tamika
- Rob Brownstein : Allen
- Colleen Crabtree : Mary
- Andrew Friedman : Tom
- Wendi McLendon-Covey : Hillary
- Kirstin Pierce : Kelly
- Ryan Smith : Richard
- Bruce Thomas : Peter
- Patty Wortham : Dawn
- Cedric Yarbrough : Bobby
- Jillian Boyd : Mindy Watt - Agent
- Gabe Estrada : Restaurant Manager
- Brian Habicht : Ernie
- Samantha Holt : Julie Jacobsen

## Réception

### Critique
Closing Escrow a obtenu, dans l'ensemble, des critiques allant de modéré à mitigé, puisque le site Rotten Tomatoes lui attribue un pourcentage de 54 % dans la catégorie All Critics, sur la base de 13 commentaires et une note moyenne de 5.6⁄10 et un pourcentage de 57 % dans la catégorie Top Critics, sur la base de 7 commentaires et une note moyenne de 6.2⁄10, tandis que le site Metacritic lui attribue un score de 58⁄100, sur la base de 6 commentaires.

### Box-office
Sortie de façon limitée en salles et resté une seule semaine à l'affiche, Closing Escrow démarre son premier et seul week-end d'exploitation à la 84e position du box-office avec 5,772 $ . En une semaine, le film s'est classé à la 86e place avec des recettes de 8,719 $.